# Santa Clara de Avedillo
Santa Clara de Avedillo község Spanyolországban,  Zamora tartományban. Santa Clara de Avedillo Corrales del Vino, Peleas de Abajo, Jambrina, Fuentespreadas és Cuelgamures községekkel határos. Lakosainak száma 159 fő (2024).

## Népesség
A település népessége az utóbbi években az alábbiak szerint változott:
| Lakosok száma | 256  | 240  | 220  | 210  | 192  | 187  | 176  | 168  | 163  | 159  |
|               | 2001 | 2004 | 2007 | 2009 | 2012 | 2014 | 2017 | 2019 | 2022 | 2024 |